# Heinrich Johannpötter

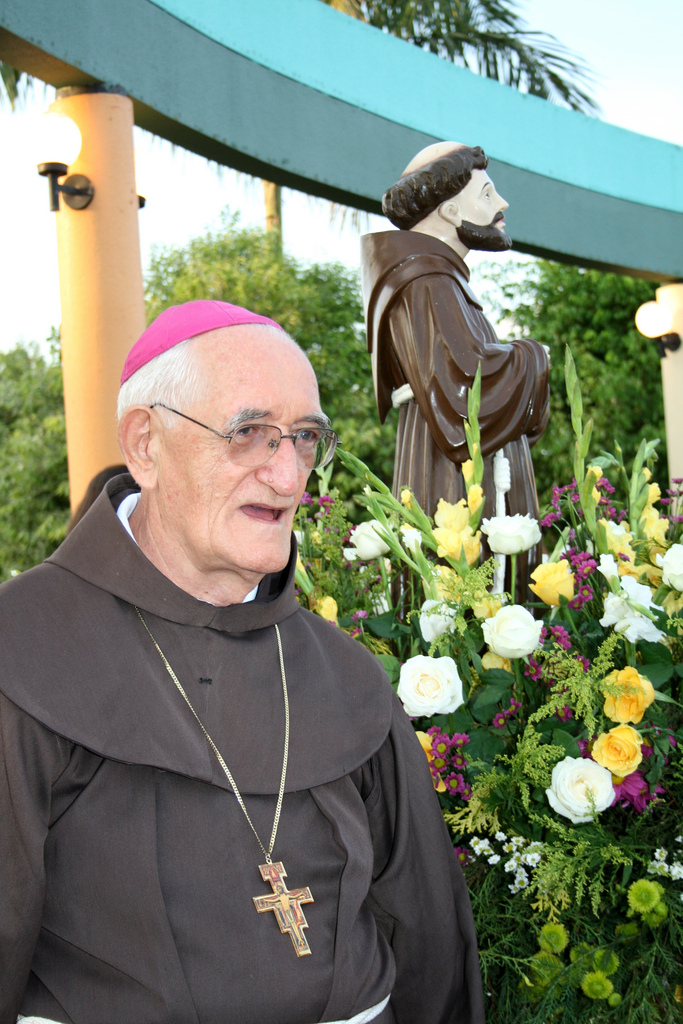
Heinrich Johannpötter

Heinrich (Henrique) Johannpötter OFM (* 23. Juni 1933 in Warendorf-Milte; † 19. Juli 2011 in São Luís, Brasilien) war ein deutscher Ordensgeistlicher und römisch-katholischer Bischof von Bacabal (Nordost-Brasilien).

## Leben
Johannpötter trat 1955 der Ordensgemeinschaft der Franziskaner bei und legte am 20. April 1959 die Profess ab. Nach der Priesterweihe am 26. Juli 1961 durch Erzbischof Lorenz Jaeger im Paderborner Dom war er in der Mission in Maranhão tätig. Neben verschiedenen Aufgaben im Provinzkapitel war er in der Pfarrseelsorge in São Luís, Vitorino Freire, Lago da Pedra, Teresina und Piripiri tätig. Von 1978 bis 1984 war er Generalvikar des Bistums Bacabal.
Papst Johannes Paul II. bestellte ihn am 7. Dezember 1988 zum Koadjutorbischof im Bistum Bacabal. Die Bischofsweihe spendete ihm sein Vorgänger Paschasius Hermann Rettler OFM am 20. Januar 1989; Mitkonsekratoren waren Miguel Fenelon Câmara Filho, Erzbischof von Teresina, und Paulo Eduardo Andrade Ponte, Erzbischof von São Luís do Maranhão. Mit dem Rücktritt Bischof Rettlers am 2. Dezember desselben Jahres folgte er diesem als Bischof von Bacabal nach.
Am 10. April 1997 nahm Papst Johannes Paul II. seinen gesundheitsbedingten Rücktritt an. Er starb an den Folgen eines Schlaganfalls im Krankenhaus São Domingos in São Luís, Maranhão; er wurde auf dem Franziskanerfriedhof in Bacabal beigesetzt.